# FC 아일렌부르크
FC 아일렌부르크(독일어: Fußball Club Eilenburg e.V.)는 독일 작센주 아일렌부르크(Eilenburg)시를 연고로 하는 독일의 축구 클럽이다..

## 선수 명단

### 현역
참고: FIFA 자격 규정에 따라 소속된 국가대표팀 국기를 표시합니다. 선수는 복수의 FIFA 비회원국 국적을 가지고 있을 수 있습니다.
| 번호 | 포지션 | 국적   | 이름          |
| ---- | ------ | ------ | ------------- |
| 7    | FW     | 코소보 | 아를린드 쇼시 |
| 20   | DF     |        | 산토스        |

| 번호 | 포지션 | 국적 | 이름 |
| ---- | ------ | ---- | ---- |